# Thomas Palley
Thomas I. Palley es un economista estadounidense. Ha sido economista jefe de US–China Economic and Security Review Commissiondel. En la actualidad es miembro 'Schwartz Economic Growth' de la New America Foundation.

## Datos biográficos
Palley obtuvo el grado B.A (Bachelor of Arts) en la Universidad de Oxford en 1976. Consiguió el grado de Master en relaciones internacionales y el grado de Doctor (PhD) en económicas por la Universidad de Yale. 
Palley fundó el Economics for Democratic & Open Societies project. Afirma que su propósito es estimular el debate público sobre la clase de acuerdos que se necesitan y las condiciones económicas para promover una sociedad democrática y abierta. Anteriormente Palley fue director del 'Globalization Reform Project' del Open Society Institute y Director Adjunto de Políticas Públicas para la Federation of labor organizations (AFL-CIO).
Sus trabajos abarcan la teoría y política macroeconómica, las finanzas y mercados internacionales, el desarrollo económico y los mercados de trabajo desde un punto de vista postkeynesiano.